# نیروگاه هسته‌ای ولسئونگ
نیروگاه هسته‌ای ولسئونگ (به لاتین: Wolseong Nuclear Power Plant) یک نیروگاه هسته‌ای در کره جنوبی است که در گیونگجو واقع شده‌است.